# Zhou Haohui
Zhou Haohui (chinesisch 周浩晖, Pinyin Zhōu Hàohuī; geboren am 15. November 1977 in Yángzhōu) ist ein chinesischer Schriftsteller.

## Biografie
Zhōu besuchte eine Mittelschule in Yángzhou. 1996 begann er das Studium der Umwelttechnik an der Qīnghuá-Universität in Běijīng, das er 2003 abschloss. Im selben Jahr erschien seine erste Kurzgeschichte, Tàozi lǐ de rén 《套子里的人》 (»Der Mensch im Futteral«). Mit weiteren Werken erzielte er einigen Erfolg und einige Preise.
Im Jahr 2009 erschien der erste Band seiner Tetralogie Sǐwáng tōngzhīdān 《死亡通知单》 (»Todesnachricht«), 2010 zwei weitere Bände und 2011 der letzte Band.
Zhōu verfasste mehrere Adaptionen und Kurzgeschichten zum Thema »Essen« und Drehbücher für Horrorfilme.
Im Jahr 2014 erschien eine Verfilmung von Sǐwáng tōngzhīdān 《死亡通知单》 unter dem Titel Ànhēizhě 《暗黑者》 (»Der Finstere«).

## Werke (Auswahl)

### Romane
- Xiōng huà 《凶画》.
- Guǐ wàng pō 《鬼望坡》.
- Kǒngbù gǔ 《恐怖谷》.
  - Englische Übersetzung von Bonnie Huie: Valley of Terror. Amazon Crossing, 2017.
- Yǎkùmǎ de zǔzhòu 《雅库玛的诅咒》.
- Sǐwáng tōngzhīdān zhī ànhēizhě 《死亡通知单之暗黑者》.
  - Englische Übersetzung von Zac Haluza: Death Notice. Doubleday, 2018.
    - Französische Zweitübersetzung aus dem Englischen von Hubert Tézenas: Avis de décès. Sonatine, 2019.
    - Deutsche Zweitübersetzung aus dem Englischen von Julian Haefs: 18/4. Der Hauptmann und der Mörder. Heyne, 2022.
- Sǐwáng tōngzhīdān zhī sùmìng 《死亡通知单之宿命》(2 Bde.).
  - Englische Übersetzung von Zac Haluza: Death Notice II: Fate. Head of Zeus, 2020.
    - Deutsche Zweitübersetzung aus dem Englischen von Julian Haefs: 18/4. Der Pfad des Rächers. Heyne, 2022.
- Sǐwáng tōngzhīdān zhī líbiéqǔ 《死亡通知单之离别曲》.
  - Deutsche Zweitübersetzung aus dem Englischen von Julian Haefs: 18/4. Die blinde Tochter. Heyne, 2022.
- Xié’è cuīmián shī 《邪恶催眠师》(3 Bände).

### Kurzromane
- Dòuyàn 《斗宴》.
- Chéngnuò 《承诺》.
- Chéngfá 《惩罚》.
- Shēngsǐ fěicuì hú 《生死翡翠湖》.

### Kurzgeschichten
- Chuáng xià 《床下》.
- Zhìmìng de yízhǔ 《致命的遗嘱》.
- Jìnwū 《禁屋》.
- Nìsǐzhě 《溺死者》.
- Yìwài shìgù 《意外事故》.
- Tàozi lǐ de rén 《套子里的人》.
- Hēi’àn zhōng de nǚhái 《黑暗中的女孩》.
- Jiàn · jiàn 《剑·箭》.
- Mìmǎ 《密码》.
- Wèijué tiānxià 《味绝天下》.
- Chāihuì liányú tóu 《拆烩鲢鱼头》.
- Sān chī sān tào yā 《三吃三套鸭》.
- Shīwáng zhēngbà 《狮王争霸》.
- Huānxǐ bàwáng liǎn 《欢喜霸王脸》.

## Verfilmung
- Ànhēizhě 《暗黑者》.